# Paphiopedilum primulinum
Paphiopedilum primulinum là một loài lan thuộc Chi Lan hài, Họ Lan. đây là loài đặc hữu Sumatra, nam Aceh, Indonesia.== Hình ảnh ==

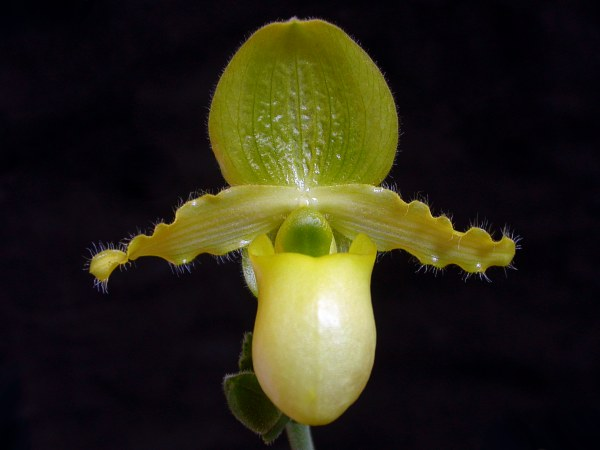
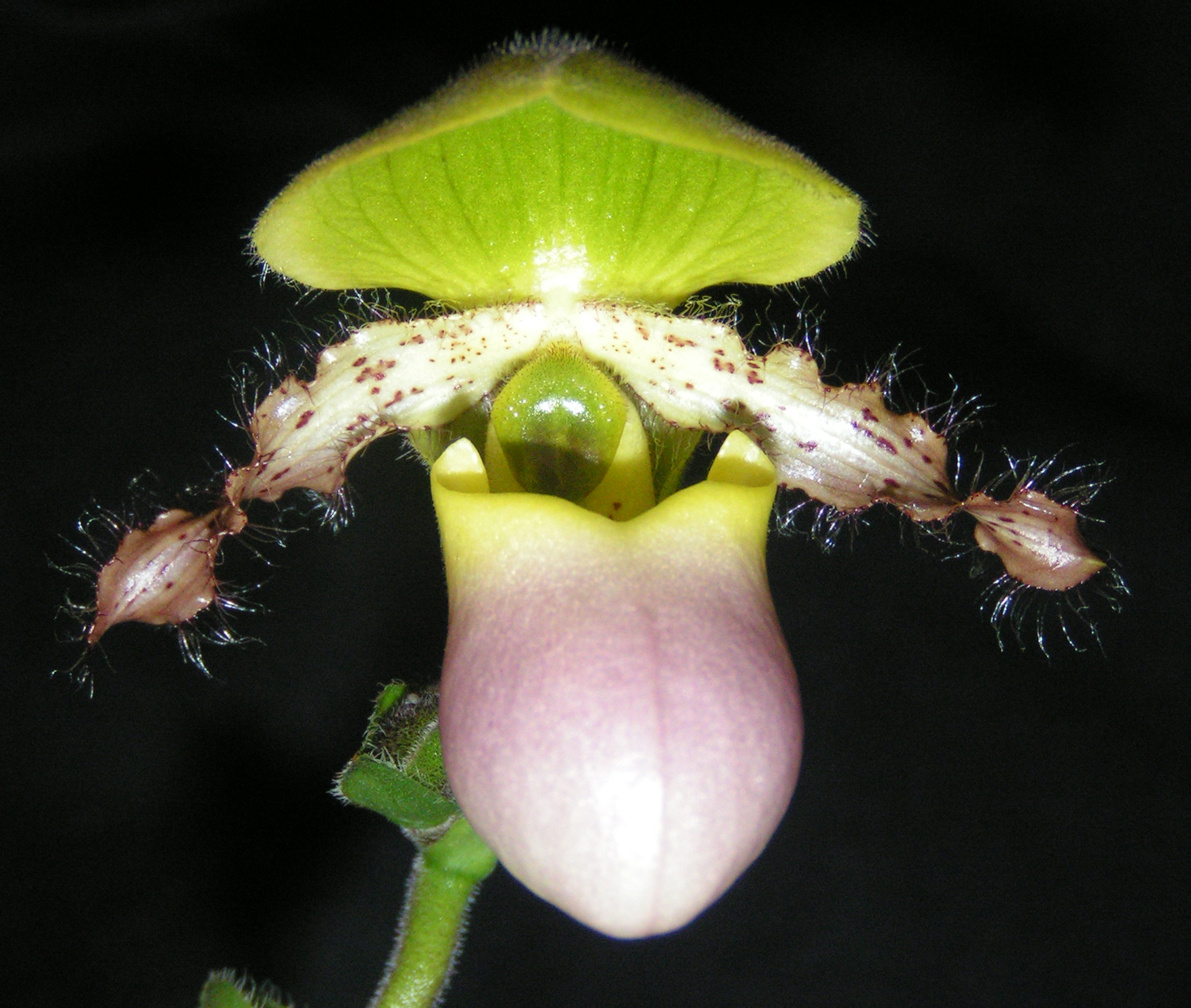
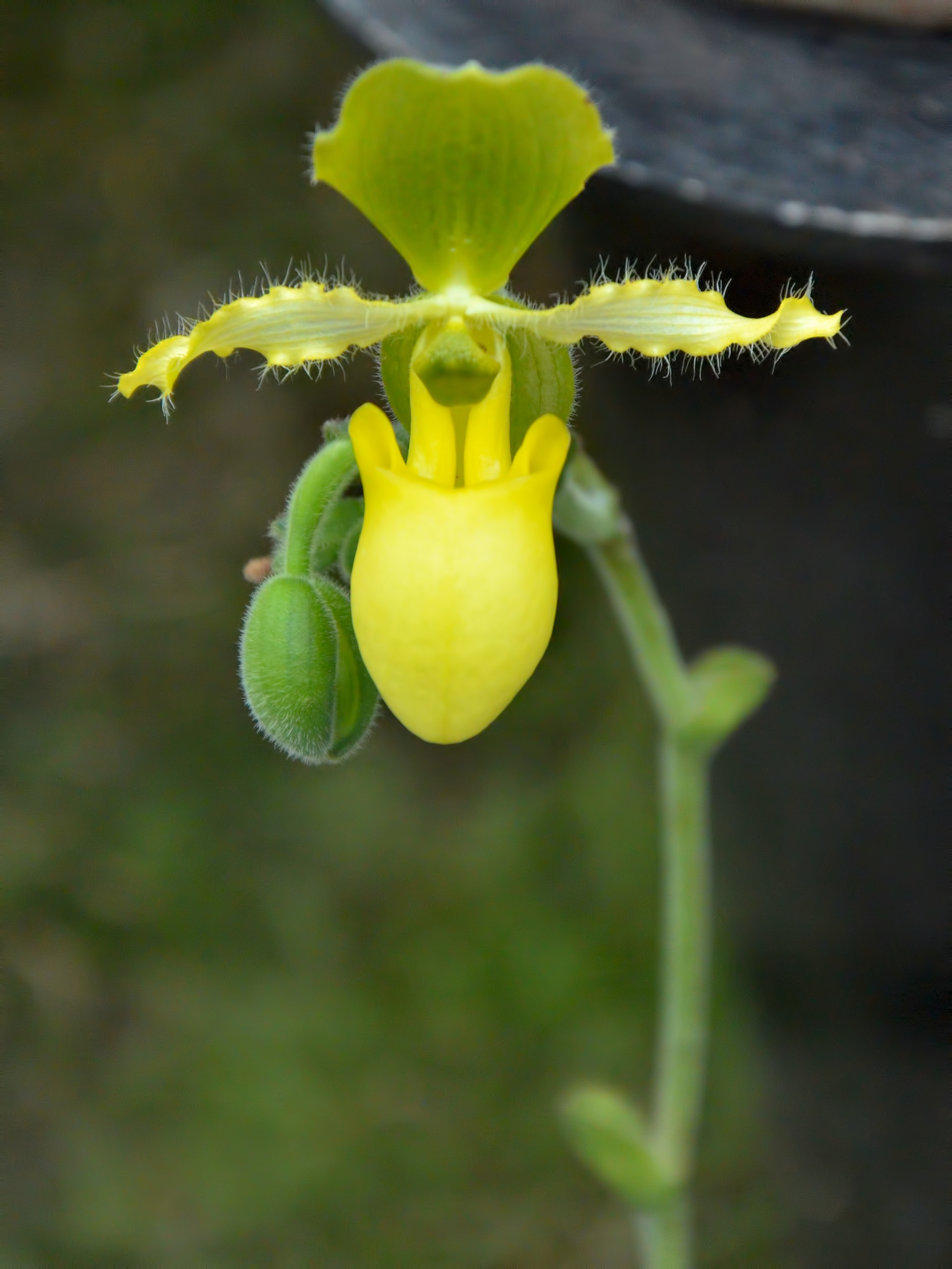
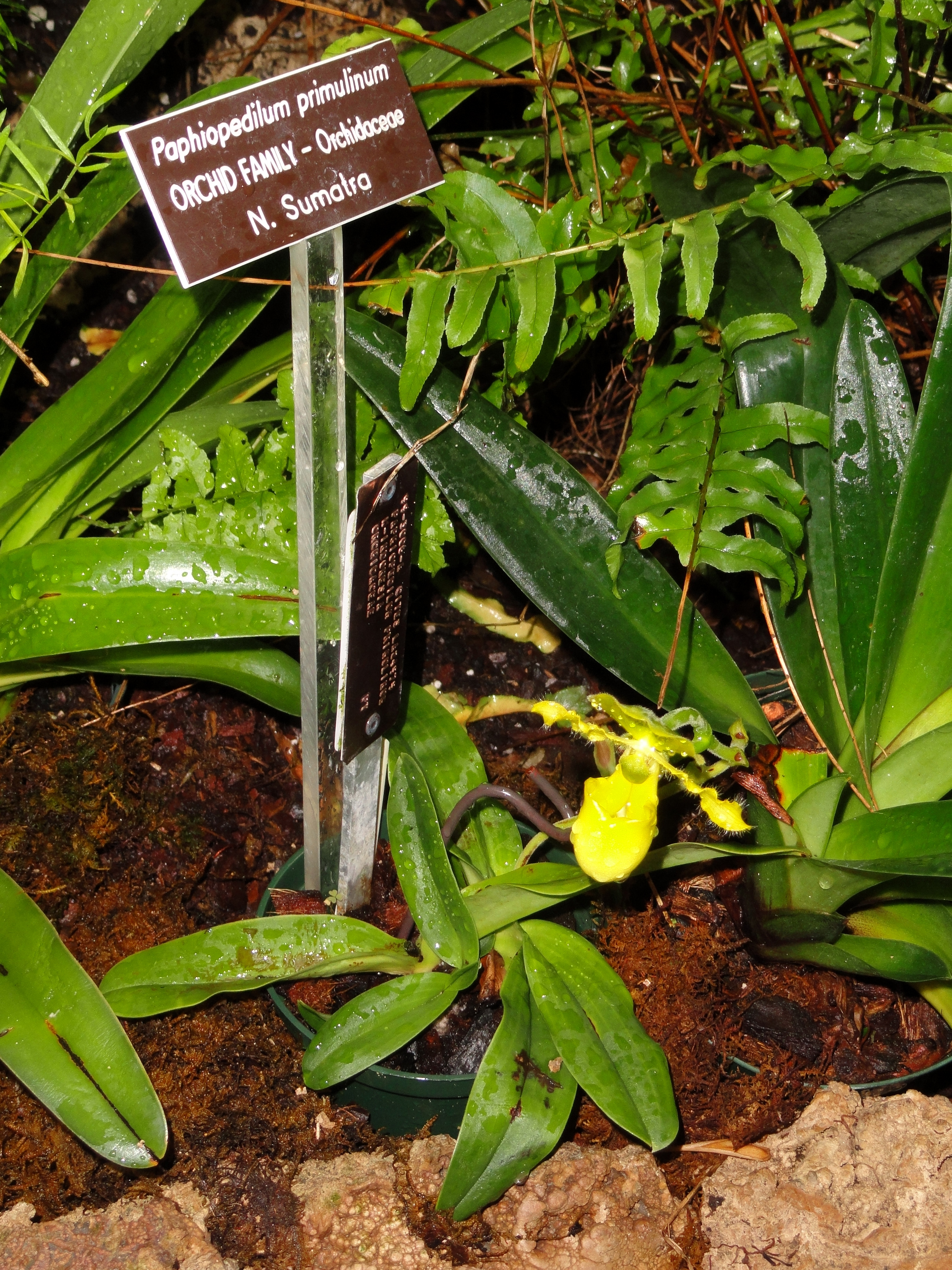